# M 54 (звёздное скопление)
M 54 (также известное как Мессье 54 или NGC 6715) — шаровое звёздное скопление в созвездии Стрельца.

## История открытия
Скопление было открыто Шарлем Мессье в 1778 году и включено в его каталог.

## Интересные характеристики
Первоначально считалось, что скопление находится на расстоянии около 50 000 световых лет от Земли.
Однако в 1994 году было открыто, что M 54, по всей вероятности, является не частью Млечного Пути, а принадлежит Карликовой эллиптической галактике в Стрельце, (SagDEG). Таким образом, его можно считать первым по времени открытия (1778 год) внегалактическим шаровым скоплением, хотя на 1994 год таковых известно очень много.
Современные оценки помещают M 54 на расстояние (88 ± 10) тыс. световых лет от Земли. Это даёт оценку радиуса скопления в 150 световых лет. Оно является одним из наиболее плотных шаровых скоплений, относясь к классу III (I — самые плотные и XII — самые разреженные скопления). Его светимость в 850 000 раз превышает светимость Солнца. Скопление обладает абсолютной звёздной величиной −10,0m.

## Наблюдения

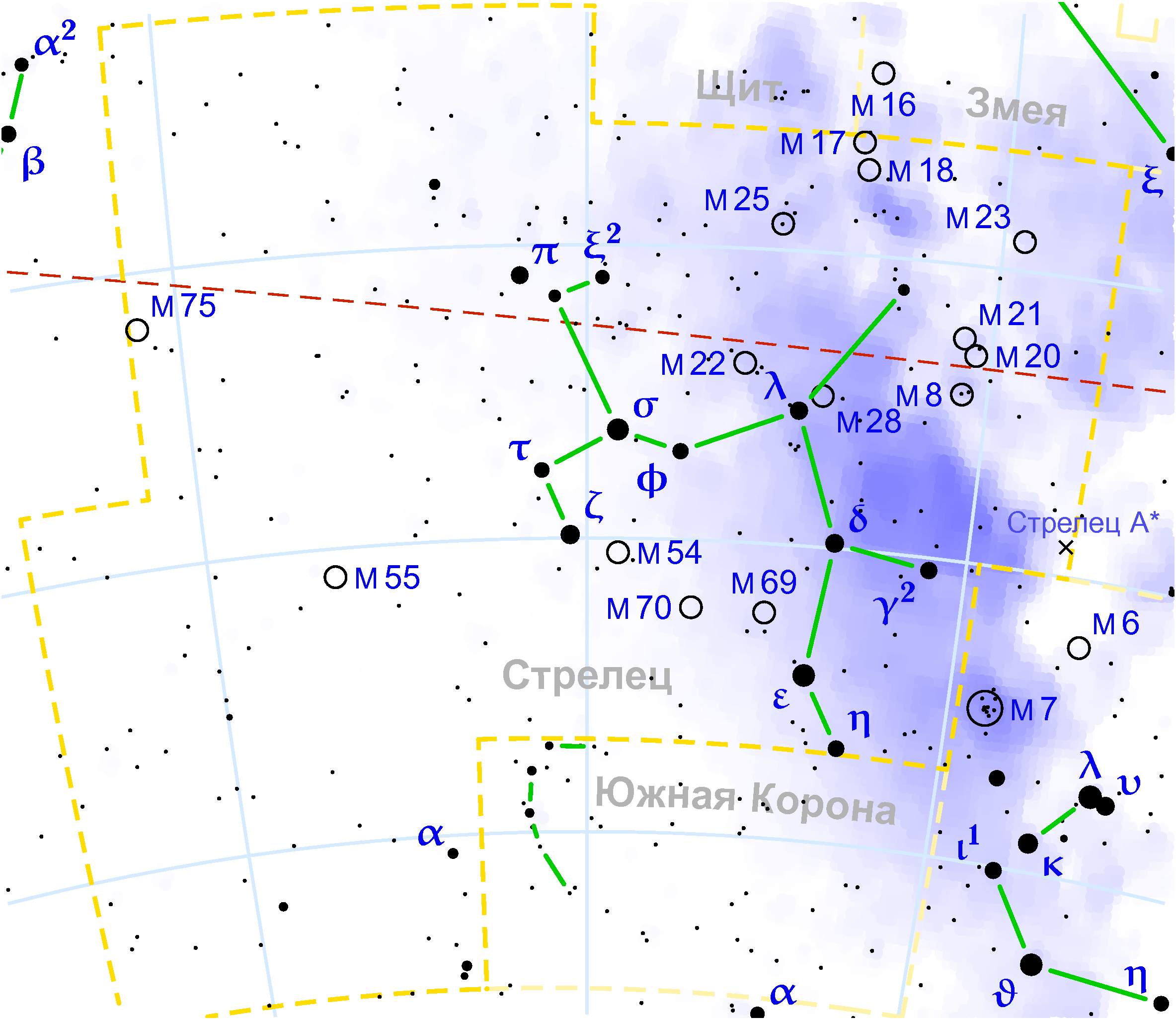
Шаровое скопление M 54 находится в Созвездии Стрельца

M 54 — не самый лёгкий для наблюдения объект. С территории России для наблюдений оно доступно только короткими летними ночами, да и то из самых южных областей. В светосильный бинокль (с линзами 60—70 мм) есть шанс обнаружить его примерно в полутора градусах на юго-запад от яркой ζ Стрельца. Но лучше использовать хотя бы небольшой телескоп и поисковую карту со звёздами 10—11m. Скопление умеренно плотное. В телескоп с апертурой от 150—200 мм в хороших условиях удается разрешить несколько звёздочек-искорок по периферии этого шарового скопления.

### Соседи по небу из каталога Мессье
- M 70 и M 69 — (недалеко на юго-запад) пара более тусклых и компактных шаровых скоплений;
- M 55 — (по-дальше на восток) большое и очень неплотное шаровое скопление;
- M 22 и M 28 — (на северо-восток около λ Sgr) пара очень ярких шаровых скоплений

### Последовательность наблюдения в «Марафоне Мессье»
…M 28 → M 69 → M 54 → M 15 → M 70…

## Положение в Галактике
Галактическая долгота 5,6070° 

Галактическая широта −14,0871° 

Расстояние 88 тыс. св. лет